# Philodromus albofrenatus
Philodromus albofrenatus är en spindelart som beskrevs av Simon 1907. Philodromus albofrenatus ingår i släktet Philodromus och familjen snabblöparspindlar.
Artens utbredningsområde är Bioko. Inga underarter finns listade i Catalogue of Life.